# Гійом де Монморансі
Гійом де Монморансі (фр. Guillaume de Montmorency ; до 1454 — 24 травня 1531, замок Шантійі) — сеньйор де Монморансі, д'Екуан, де Дамвіль, де Конфлан-Сент-Онорін, Оссуа, Шаверсі, Шатоноф, Ла Рошпот, Торе, Шантійї, камергер і радник Карла VIII і Франциска I, перший барон Франції.

## Біографія
Син Жана II де Монморансі та Маргарити д'Оржемон.
У юному віці брав участь у війні Ліги суспільного блага на боці короля Людовіка XI у складі роти сеньйора дю Бушажа. Під час війни з герцогом Бургундським в 1472 році командував загоном свого батька. На знак подяки король затвердив волю Жана II, позбавивши спадщини синів від першого шлюбу, і 28 жовтня 1472 року прийняв від Гійома оммаж на володіння будинком Монморансі.
Карл IV Анжуйський, граф Провансу і король Неаполя, призначив Гійома своїм радником і камергером.
Дворяни Паризького превотства обрали Гійома у число делегатів на Генеральні штати, скликані в Турі в лютому 1484 року. У період малоліття Карла VIII Монморансі підтримував регентшу Анну де Боже.
У 1484 році бездітний дядько П'єр д'Оржемон розділив свої володіння між Гійомом і його єдиноутробним братом Гійомом де Бруларом. Монморансі отримав частину сеньйорій Шантійї, Оссуа, Шаверсі та Монтпіллуа.
У 1495 році брав участь в Італійському поході Карла VIII. Жалуваною грамотою, даної 20 грудня в Шиноні, отримав губернаторство в Сен-Жермен-ан-Ле.
У 1503 році отримав посаду камергера та посаду губернатора Орлеана.
У 1509 році Людовік, вирушаючи на війну з венеційцями, залишив Монморансі, канцлера та ще двох сеньйорів у складі регентської ради при королеві Анні Бретонській.
Прийшовши до влади Франциск I, на знак вдячності в 1516 надав Монморансі стрічку ордена Святого Михаїла. Також він призначив його придворним своєї матері та губернатором кількох замків.
10 травня 1517 року брав участь у коронації королеви Клод Французької в Сен-Дені.
8 березня 1523 року брав участь в асамблеї, зібраної королем для розгляду справи коннетабля Шарля де Бурбона.
24 лютого 1525 року, після невдалого результату Битви при Павії, парламент постановою від 7 березня призначив Монморансі надзвичайним правителем столиці, з метою запобігання можливим заворушенням. Монморансі також він входив до складу регентської ради, що керувала країною під час перебування короля у полоні.
30 серпня 1525 року, при підписанні договору між регентшею і Генріхом VIII, Монморансі, разом з кардиналом де Бурбоном, і ще кількома вельможами виступив як гарант. За цим договором англійський король відмовлявся від планів нападу на Францію,
На асамблеї 1528 року, що вирішувала питання про війну з імператором, барон де Монморансі посідав друге місце серед лицарів ордена Святого Михайла.
Останньою публічною появою Гійома була коронація нової дружини Франциска Елеонори Австрійської у Сен-Дені 5 березня 1530 року.
Гійом помер у Шато де Шантійї 14 травня 1531 року і був похований у спорудженій ним колегіальній церкві Сен-Мартен де Монморансі.

## Родина
Дружина — Анна По (1484—1510), донька графа Гі де Сен-Поля та Марі де Вільє де Л'Іль-Адан
Діти:
- Жан де Монморансі (пом. до 1516) — сеньйор д'Екуан. Виночерпій короля.
- Анна де Монморансі (пом. 29.06.1525).
- Анн де Монморансі (1492—1567) — конетабль Франції.
- Луїза де Монморансі (пом. 12 червня 1541) — придворна дама Анни Бретонської.
- Франсуа де Монморансі (пом. 1551) — сеньйор де Ла Рошпо, губернатор Парижа.
- Філіп де Монморансі (пом. 1519) — єпископ Лиможський
- Марія де Монморансі — абатиса в Мобюїсоні

Бастард:
- Гійом, бастард де Монморансі